# York (explorateur)
Pour les articles homonymes, voir York (homonymie).
York, né en 1770 dans le comté de Caroline et mort en 1832, est un esclave afro-américain connu pour sa participation à l'expédition Lewis et Clark. Esclave de William Clark, il y a participé sans solde malgré son statut de membre à part entière du groupe. Après l'expédition, son sort est incertain.